# Trichoniscus turgidus
Trichoniscus turgidus là một loài chân đều trong họ Trichoniscidae. Loài này được Verhoeff miêu tả khoa học năm 1929.